# Барраль, Карлос
Ка́рлос Барра́ль-и-Ахе́ста (исп. Carlos Barral y Agesta, кат. Carlos Barral i Agesta; 1928, Барселона — 12 декабря 1989, Барселона) — испанский поэт «поколения пятидесятых годов», переводчик, издатель и политик.

## Биография
Барраль изучал юриспруденцию в Барселонском университете, затем работал переводчиком и занимался переводами на испанский язык сочинений Райнера Марии Рильке и Леона Полякова.
В 1955 году основал собственное издательство Seix Barral, в котором также работала каталонская писательница Роса Регас. В его издательстве публиковались произведения испанских и латиноамериканских писателей Хулио Кортасара, Марио Варгаса Льосы, Хуана Марсе, Хорхе Энрике Адоума, Кларибель Алегрии, Хосе Бьянко, Грисельды Гамбаро, Карлоса Горостисы, Луиса Мартин-Сантоса, Карлоса Монтемайора, Эрнесто Сабато, Педро Салинаса, Альфонсо Састре и Марты Трабы. В 1958—1972 годах и затем вновь с 1999 года издательство присуждает литературную премию Библиотеки Бреве.
Барраль сам писал стихи и вместе с Хайме Хилем де Бьедмой и Хосе Агустином Гойтисоло считается одним из основных представителей так называемой «Барселонской школы».
В 1982 году Барраль был избран в верхнюю палату испанского парламента от Партии социалистов Каталонии и представлял в Сенате Таррагону. В 1984—1989 годах Барраль избирался в Европейский парламент и представлял в нём ИСРП. За три месяца до смерти Барралю была вручена премия «Кавычки» издательства «Тускетс», которой была отмечена его книга воспоминаний Cuando las horas veloces.